# Edward Docx
Edward Docx (ur. 1972) – brytyjski pisarz. Jego pierwsza powieść, The Calligrapher, została opublikowana w 2003 roku. Jest redaktorem naczelnym Prospect Magazine.

## Życiorys
Urodził się w Newcastle. Studiował w St Bede's College w Moss Side w centrum Manchesteru, a następnie w Christ's College w Cambridge, gdzie dobrze poznał angielską literaturę i był przewodniczącym JCR.
Jego matka była Rosjanką i agentką muzyki klasycznej. Docx jest najstarszym z siedmiorga jej dzieci.

## Dzieła
Pierwsza powieść Edwarda Docxa, The Calligrapher (2003), znalazła się na liście nagród William Saroyan prize i Guilford Prize. San Francisco Chronicle nazwał ją najlepszą debiutancką książką roku.
Następnie opublikowano Pravdę (2007, w Wielkiej Brytanii pod tytułem Self Help), która na długo zawisła na liście Man-Booker Prize i otrzymała nagrodę Geoffrey Faber Memorial (2007).
Jego trzecia powieść to The Devil's Garden (2011), a czwarta to Let Go My Hand (2017).
Prace Docxa są często bardzo dobrze przyjmowane przez krytyków w Wielkiej Brytanii i Ameryce. The New York Times opisał go jako diabelsko sprytnego, a The Independent jako wirtuozowskiego fonstruktora i jednego z najbardziej humanitarnych pisarzy swojego pokolenia. Docx był cytowany jako jeden z 21 najbardziej utalentowanych młodych pisarzy z całego świata przez The Hay Festival Committee (2008).